# Championnat du circuit de snooker 2024
Le championnat du circuit 2024 est un tournoi de snooker de catégorie classée comptant pour la saison 2023-2024. L'épreuve se déroule du 1er au 7 avril 2024 au Manchester Central de Manchester, au Angleterre. Elle est organisée par la WPBSA et sponsorisée par la société Johnstone's Paint.

## Déroulement

### Contexte avant le tournoi
Ce tournoi se présente comme la troisième et dernière épreuve de la Players Series, un ensemble de trois tournois britanniques inscrits au programme de la saison 2023-2024 de snooker. Il a commencé en janvier avec le Grand Prix mondial et s'est poursuivi en février avec le championnat des joueurs. Le dirigeant de la WPBSA Barry Hearn a décidé de mettre en place ce trio de tournois afin d'animer la fin de saison à la manière de la FedEx Cup en golf. En effet, le champ des joueurs se réduit au fur et à mesure des tournois : ils sont 32 qualifiés pour le Grand Prix mondial, puis 16 pour le championnat des joueurs et seulement 12 pour ce tournoi, en se basant sur le classement mondial de la saison en cours.
Le champ des joueurs a été étendu à 12 joueurs contre 8 lors des éditions précédentes. La dotation totale passe ainsi de 380 000 £ à 500 000 £.
Le tenant du titre est Shaun Murphy, qui s'était imposé l'an passé en battant Kyren Wilson sur le score de 10 manches à 7. Il ne s'est pas qualifié pour ce tournoi étant donné qu'il est classé à la 22e place sur la seule saison en cours.

### Faits marquants
Lors du premier tour, Mark Williams réalise un break de 66 points d'anthologie pour s'imposer à l'issue d'une manche décisive, lui qui était mené 54-0 par Tom Ford. Ali Carter mène très largement 7-1 puis 9-5 face à Barry Hawkins, mais ce dernier remonte au score pour ne finalement s'incliner que sur le score de 10 manches à 8.
Williams mène 9-0 face à Mark Allen en demi-finale, mais il ne s'impose que sur le score de 10 manches à 5.
La finale voit s'affronter deux joueurs de la « classe de 1992 » : Ronnie O'Sullivan et Mark Williams. Le Gallois prend les devant et mène 3-1, mais O'Sullivan remporte quatre manches en 37 minutes pour virer en tête à l'issue de la première session. La deuxième session n'est l'affaire que d'un seul homme, puisque Williams remporte sept manches consécutives et gagne la match 10-5. Il s'adjuge ainsi un 26e titre classé en carrière.

## Dotation
La répartition des prix est la suivante :
- Vainqueur : 150 000 £
- Finaliste : 60 000 £
- Demi-finaliste : 40 000 £
- Quart de finaliste : 30 000 £
- 1er tour : 20 000 £
- Meilleur break : 10 000 £

Dotation totale : 500 000 £

## Liste des qualifiés
Selon une liste spécifique établie sur la saison en cours — à l'opposé des classements usuels établis sur deux années —, les 12 joueurs qualifiés sont ceux ayant obtenu le plus de points depuis le championnat de la ligue 2023 (tournoi classé) et l'Open mondial 2024.
| Rang | Joueur            | Points totaux | Résultat        | Résultat                      |
| ---- | ----------------- | ------------- | --------------- | ----------------------------- |
| 1    | Judd Trump        | 711 000       | Quart de finale | éliminé par Mark Williams     |
| 2    | Ronnie O'Sullivan | 435 500       | Finale          | éliminé par Mark Williams     |
| 3    | Zhang Anda        | 334 000       | Quart de finale | éliminé par Gary Wilson       |
| 4    | Ding Junhui       | 256 000       | Quart de finale | éliminé par Mark Allen        |
| 5    | Mark Allen        | 244 500       | Demi-finale     | éliminé par Mark Williams     |
| 6    | Gary Wilson       | 211 500       | Demi-finale     | éliminé par Ronnie O'Sullivan |
| 7    | Barry Hawkins     | 203 500       | 1er tour        | éliminé par Ali Carter        |
| 8    | Mark Williams     | 203 000       | Vainqueur       | face à Ronnie O'Sullivan      |
| 9    | Tom Ford          | 177 000       | 1er tour        | éliminé par Mark Williams     |
| 10   | Ali Carter        | 174 500       | Quart de finale | éliminé par Ronnie O'Sullivan |
| 11   | Mark Selby        | 173 000       | 1er tour        | éliminé par Gary Wilson       |
| 12   | John Higgins      | 142 500       | 1er tour        | éliminé par Mark Allen        |

## Tableau
|  | 1er tour au meilleur des 19 manches | 1er tour au meilleur des 19 manches | 1er tour au meilleur des 19 manches |               |    | Quarts de finale au meilleur des 19 manches | Quarts de finale au meilleur des 19 manches | Quarts de finale au meilleur des 19 manches |  |   | Demi-finales au meilleur des 19 manches | Demi-finales au meilleur des 19 manches | Demi-finales au meilleur des 19 manches |  |   | Finale au meilleur des 19 manches | Finale au meilleur des 19 manches | Finale au meilleur des 19 manches |
|  |                                     |                                     |                                     |               |    |                                             |                                             |                                             |  |   |                                         |                                         |                                         |  |   |                                   |                                   |                                   |
|  |                                     |                                     |                                     |               |    |                                             |                                             |                                             |  |   |                                         |                                         |                                         |  |   |                                   |                                   |                                   |
|  |                                     | 1                                   | Judd Trump                          | 4             |    |                                             |                                             |                                             |  |   |                                         |                                         |                                         |  |   |                                   |                                   |                                   |
|  |                                     |                                     |                                     | 4             |    |                                             |                                             |                                             |  |   |                                         |                                         |                                         |  |   |                                   |                                   |                                   |
|  |                                     |                                     | 8                                   | Mark Williams | 10 |                                             |                                             |                                             |  |   |                                         |                                         |                                         |  |   |                                   |                                   |                                   |
|  | 8                                   | Mark Williams                       | 8                                   | Mark Williams | 10 | 10                                          |                                             |                                             |  |   |                                         |                                         |                                         |  |   |                                   |                                   |                                   |
|  | 8                                   | Mark Williams                       |                                     |               |    | 10                                          |                                             |                                             |  |   |                                         |                                         |                                         |  |   |                                   |                                   |                                   |
|  | 9                                   | Tom Ford                            | 9                                   |               |    |                                             |                                             |                                             |  |   |                                         |                                         |                                         |  |   |                                   |                                   |                                   |
|  | 9                                   | Tom Ford                            | 9                                   |               |    |                                             |                                             |                                             |  | 8 | Mark Williams                           | 10                                      |                                         |  |   |                                   |                                   |                                   |
|  |                                     |                                     |                                     |               |    |                                             |                                             |                                             |  | 8 | Mark Williams                           | 10                                      |                                         |  |   |                                   |                                   |                                   |
|  |                                     | 5                                   | Mark Allen                          | 5             |    |                                             |                                             |                                             |  |   |                                         |                                         |                                         |  |   |                                   |                                   |                                   |
|  |                                     | 5                                   | Mark Allen                          | 5             |    |                                             |                                             |                                             |  |   |                                         |                                         |                                         |  |   |                                   |                                   |                                   |
|  |                                     |                                     |                                     |               |    |                                             |                                             |                                             |  |   |                                         |                                         |                                         |  |   |                                   |                                   |                                   |
|  |                                     |                                     |                                     |               |    |                                             |                                             |                                             |  |   |                                         |                                         |                                         |  |   |                                   |                                   |                                   |
|  |                                     | 4                                   | Ding Junhui                         | 8             |    |                                             |                                             |                                             |  |   |                                         |                                         |                                         |  |   |                                   |                                   |                                   |
|  |                                     |                                     |                                     | 8             |    |                                             |                                             |                                             |  |   |                                         |                                         |                                         |  |   |                                   |                                   |                                   |
|  |                                     |                                     | 5                                   | Mark Allen    | 10 |                                             |                                             |                                             |  |   |                                         |                                         |                                         |  |   |                                   |                                   |                                   |
|  | 5                                   | Mark Allen                          | 5                                   | Mark Allen    | 10 | 10                                          |                                             |                                             |  |   |                                         |                                         |                                         |  |   |                                   |                                   |                                   |
|  | 5                                   | Mark Allen                          |                                     |               |    | 10                                          |                                             |                                             |  |   |                                         |                                         |                                         |  |   |                                   |                                   |                                   |
|  | 12                                  | John Higgins                        | 7                                   |               |    |                                             |                                             |                                             |  |   |                                         |                                         |                                         |  |   |                                   |                                   |                                   |
|  | 12                                  | John Higgins                        | 7                                   |               |    |                                             |                                             |                                             |  |   |                                         |                                         |                                         |  | 8 | Mark Williams                     | 10                                |                                   |
|  |                                     |                                     |                                     |               |    |                                             |                                             |                                             |  |   |                                         |                                         |                                         |  | 8 | Mark Williams                     | 10                                |                                   |
|  |                                     | 2                                   | Ronnie O'Sullivan                   | 5             |    |                                             |                                             |                                             |  |   |                                         |                                         |                                         |  |   |                                   |                                   |                                   |
|  |                                     | 2                                   | Ronnie O'Sullivan                   | 5             |    |                                             |                                             |                                             |  |   |                                         |                                         |                                         |  |   |                                   |                                   |                                   |
|  |                                     |                                     |                                     |               |    |                                             |                                             |                                             |  |   |                                         |                                         |                                         |  |   |                                   |                                   |                                   |
|  |                                     |                                     |                                     |               |    |                                             |                                             |                                             |  |   |                                         |                                         |                                         |  |   |                                   |                                   |                                   |
|  |                                     | 3                                   | Zhang Anda                          | 8             |    |                                             |                                             |                                             |  |   |                                         |                                         |                                         |  |   |                                   |                                   |                                   |
|  |                                     |                                     |                                     | 8             |    |                                             |                                             |                                             |  |   |                                         |                                         |                                         |  |   |                                   |                                   |                                   |
|  |                                     |                                     | 6                                   | Gary Wilson   | 10 |                                             |                                             |                                             |  |   |                                         |                                         |                                         |  |   |                                   |                                   |                                   |
|  | 6                                   | Gary Wilson                         | 6                                   | Gary Wilson   | 10 | 10                                          |                                             |                                             |  |   |                                         |                                         |                                         |  |   |                                   |                                   |                                   |
|  | 6                                   | Gary Wilson                         |                                     |               |    | 10                                          |                                             |                                             |  |   |                                         |                                         |                                         |  |   |                                   |                                   |                                   |
|  | 11                                  | Mark Selby                          | 8                                   |               |    |                                             |                                             |                                             |  |   |                                         |                                         |                                         |  |   |                                   |                                   |                                   |
|  | 11                                  | Mark Selby                          | 8                                   |               |    |                                             |                                             |                                             |  | 6 | Gary Wilson                             | 7                                       |                                         |  |   |                                   |                                   |                                   |
|  |                                     |                                     |                                     |               |    |                                             |                                             |                                             |  | 6 | Gary Wilson                             | 7                                       |                                         |  |   |                                   |                                   |                                   |
|  |                                     | 2                                   | Ronnie O'Sullivan                   | 10            |    |                                             |                                             |                                             |  |   |                                         |                                         |                                         |  |   |                                   |                                   |                                   |
|  |                                     | 2                                   | Ronnie O'Sullivan                   | 10            |    |                                             |                                             |                                             |  |   |                                         |                                         |                                         |  |   |                                   |                                   |                                   |
|  |                                     |                                     |                                     |               |    |                                             |                                             |                                             |  |   |                                         |                                         |                                         |  |   |                                   |                                   |                                   |
|  |                                     |                                     |                                     |               |    |                                             |                                             |                                             |  |   |                                         |                                         |                                         |  |   |                                   |                                   |                                   |
|  |                                     | 2                                   | Ronnie O'Sullivan                   | 10            |    |                                             |                                             |                                             |  |   |                                         |                                         |                                         |  |   |                                   |                                   |                                   |
|  |                                     |                                     |                                     | 10            |    |                                             |                                             |                                             |  |   |                                         |                                         |                                         |  |   |                                   |                                   |                                   |
|  |                                     |                                     | 10                                  | Ali Carter    | 2  |                                             |                                             |                                             |  |   |                                         |                                         |                                         |  |   |                                   |                                   |                                   |
|  | 7                                   | Barry Hawkins                       | 10                                  | Ali Carter    | 2  | 8                                           |                                             |                                             |  |   |                                         |                                         |                                         |  |   |                                   |                                   |                                   |
|  | 7                                   | Barry Hawkins                       |                                     |               |    | 8                                           |                                             |                                             |  |   |                                         |                                         |                                         |  |   |                                   |                                   |                                   |
|  | 10                                  | Ali Carter                          | 10                                  |               |    |                                             |                                             |                                             |  |   |                                         |                                         |                                         |  |   |                                   |                                   |                                   |

## Finale
| Finale au meilleur des 19 manches Arbitre : Olivier Marteel |                          |                                  |
| Mark Williams (8) Pays de Galles                            | 10 - 5 (3 - 5)           | Ronnie O'Sullivan (2) Angleterre |
| 2 112                                                       | Centuries Meilleur break | 3 127                            |
| Mark Williams remporte le championnat du circuit 2024       |                          |                                  |

## Centuries
- 142, 127, 123, 102, 100, 100  Mark Allen
- 141, 135  Ali Carter
- 140, 112, 112, 112, 105, 104  Mark Williams
- 138, 136, 133, 114  Tom Ford
- 129, 127, 121, 110, 102, 102  Ronnie O'Sullivan
- 118  Barry Hawkins
- 105, 101  Gary Wilson